# Olga Kirsch
Pour les articles homonymes, voir Kirsch (homonymie).
Olga Kirsch (née le 23 septembre 1924 et morte le 5 juin 1997) est une poétesse sud-africaine de langue afrikaans.

## Biographie
Olga Kirsch est née à Koppies, petite ville du nord de l'État libre d'Orange, en Afrique du Sud. Elle était la troisième d'une fratrie de cinq - trois filles et deux garçons. Son père, originaire de Lituanie comme la plupart des Juifs sud-africains, avait pour langue maternelle le yiddish, mais à la maison la famille parlait l'anglais, langue de sa mère, Eva, d'origine britannique. 
Le père d'Olga, âgé de 35 ans, meurt alors qu'elle a 12 ans.
La scolarité d'Olga se déroule essentiellement en afrikaans, tout d'abord à l'école primaire puis au lycée de Koppies mais c'est en anglais, au lycée Eunice de Bloemfontein, qu'elle passe son baccalauréat. La famille déménage ensuite à Johannesbourg. Après une première année de médecine à l'université du Witwatersrand, elle change d'orientation et prépare une licence ès-lettres (langues et littératures afrikaans et néerlandaises et histoire). Elle aura notamment comme professeur l'écrivain C. M. van den Heever. En 1948, à l'âge de 24 ans, elle émigre en Israël et s'installe à Rehovot. Elle ne retournera en Afrique du Sud qu'à trois reprises, en 1975 - soit 27 ans après son départ -, en 1979 et 1981. Ce changement de pays entraîne un changement de langue et le passage, dans sa vie quotidienne, à l'anglais puis à l'hébreu. Elle enseigne l'anglais pour gagner sa vie, reprend des études et obtient une maîtrise en littérature anglaise à l'université de Jérusalem. En 1949 elle épouse le mathématicien israélien d'origine britannique Joseph Gillis (1921-1993), professeur à l'Institut Weizmann, avec lequel elle aura deux filles, Ada et Michal, nées en 1950 et 1953. 
Avec Elisabeth Eybers, dont les premiers livres sont parus quelques années auparavant (en 1936 et 1939), Olga Kirsch est l'une des toutes premières femmes poètes écrivant en afrikaans à être éditée. Le premier de ses sept recueils dans cette langue, Die soeklig (Le projecteur), paraît alors qu'elle n'a pas vingt ans, et le deuxième, Mure van die hart (Murailles du cœur), en 1948, l'année de son départ pour Israël. À l'exception de quelques poèmes en anglais dans la revue new-yorkaise Jewish Frontier, elle ne publie plus rien après avoir quitté son pays natal. Ce n'est que près d'un quart de siècle plus tard que paraît en 1972 son troisième ouvrage, sobrement intitulé Negentien gedigte (Dix-neuf poèmes), que Daniel Hugo appelle son "second début". En 1990, elle publie à compte d'auteur en Israël des poèmes en anglais et participe aux activités de l'Association des écrivains israéliens de langue anglaise, mais c'est essentiellement à son œuvre en afrikaans qu'elle doit sa célébrité. Comme Elisabeth Eybers, et bien avant Breyten Breytenbach ou Sheila Cussons, sa vie est marquée par l'exil et la difficulté d'écrire en afrikaans loin de l'Afrique du Sud. Avec Elisabeth Eybers, qu'elle a connue à Johannesbourg, elle restera amie toute sa vie, et elles se rendront mutuellement visite aux Pays-Bas et en Israël. 
Les deux premiers recueils de poésie d'Olga Kirsch reflètent son rejet du racisme et son aspiration à vivre en Israël. La maturité venant, elle aborde des thèmes plus personnels dans des sonnets dédiés à son mari. D'autres poèmes évoquent le décès de sa mère et celui de sa petite-fille, disparue à l'âge de neuf ans des suites d'une maladie incurable. 
Avec l'âge, écrire devenant plus difficile, Olga se tourne vers le dessin, la sculpture sur bois et la broderie. Elle meurt le 5 juin 1997 d'une tumeur au cerveau,,.
Le souvenir d'Olga Kirsch et l'intérêt pour son œuvre demeurent, en Afrique du Sud comme à l'étranger. Récemment, sa poésie a fait l'objet d'une thèse de doctorat. Egonne Roth, autre Sud-Africaine établie en Israël, publie en 2018 aux éditions Naledi une biographie d'Olga Kirsch intitulée Olga Kirsch - 'n Lewe in gedigte,,.

## Œuvres d'Olga Kirsch

### Poésie

#### en afrikaans
- Die Soeklig, J. L. van Schaik Bpk., Pretoria 1944
- Mure van die Hart, Afrikaanse Pers Boekhandel, Johannesbourg 1948
- Negentien gedigte, Human & Rousseau, Le Cap 1972
- Geil Gebied, Human & Rousseau, Le Cap 1976
- Oorwinteraars in die Vreemde, Human & Rousseau, Le Cap 1978
- Afskeide, Human & Rousseau, Le Cap 1982
- Ruie tuin, Human & Rousseau, Le Cap 1983

En 1994, à l'occasion du soixante-dixième anniversaire d'Olga Kirsch, le poète sud-africain Daniel Hugo a publié un choix de ses poèmes intitulé Nou spreek ek weer bekendes aan.

#### en anglais
- The Book of Sitrya, Rehovot 1990 (Sitrya est le prénom de la petite-fille d'Olga Kirsch).

### Olga Kirsch traductrice
Olga Kirsch s'essaie de bonne heure à la traduction: elle collabore avec Elisabeth Eybers à la traduction du recueil de cette dernière, Die stil avontuur (l'édition originale en afrikaans est parue en 1939 et la traduction anglaise, sous le titre The Quiet Adventure, en 1948). Des années plus tard, à la demande de la revue juive sud-africaine Buurman, elle traduira de l'hébreu en afrikaans la poétesse israélienne Leah Goldberg (1911-1970). Elle a également traduit en anglais et en hébreu certains de ses propres poèmes.

### Olga Kirsch en traduction
Deux de ses poèmes, Gedagtewisseling (Wordspinning) et Die Blokhuis (Blockhouse), extraits de Mure van die Hart et  traduits en anglais par le poète sud-africain Jack Cope, figurent dans l'anthologie The Penguin Book of South African Verse.

## Sources
- Jack Cope & Uys Krige, The Penguin Book of South African Verse, Penguin Books, Harmondsworth 1968
- J.C. Kannemeyer, Die Afrikaanse literatuur 1652-2004, Human & Rousseau, Le Cap 2005
- H.P. van Coller Perspektief en Profiel - 'n Afrikaanse literatuurgeskiedenis (volume 2), J. L. van Schaik, Pretoria 1999
- Olga Kirsch Nou spreek ek weer bekendes aan, choix de poèmes et introduction par Daniel Hugo, Human & Rousseau, Le Cap 1994
- Erika Terblanche, Olga Kirsch, 1924-1997, Litnet, 26 février 2010, « http://www.litnet.co.za/cgi-bin/giga.cgi?cmd=cause_dir_news_item&cause_id=1270&news_id=82857 »(Archive.org • Wikiwix • Archive.is • Google • Que faire ?)
- Susanna Elizabeth Schutte, Die uitbeelding van die dood in die digkuns van Elizabeth Eybers, Olga Kirsch en Eveleen Castelyn (thèse de doctorat), Universiteit van Suid-Afrika, Pretoria 2004